# Guillaume VI de Montferrat
 (août 2019).
Si vous disposez d'ouvrages ou d'articles de référence ou si vous connaissez des sites web de qualité traitant du thème abordé ici, merci de compléter l'article en donnant les références utiles à sa vérifiabilité et en les liant à la section « Notes et références ».
Pour les articles homonymes, voir Guillaume de Montferrat et Guillaume VI.
Guillaume VI de Montferrat de la famille des Alérame (Aleramici) (1173 – Halmiros, 17 septembre 1225)  fut marquis de Montferrat.

## Biographie

### La jeunesse
Guillaume VI est l'unique fils du marquis Boniface de Montferrat et de la marquise Helena del Bosco. Il participe à plusieurs campagnes militaires avec son père et on le retrouve en 1191 combattant Asti à proximité de Montiglio. Entre 1193 et 1199 il apparaît dans de nombreux actes publics avec son père. Le 12 juin 1199, d'après les accords avec Acqui Terme, il est convenu que, remplaçant Boniface, il soit dans la cité avec 20 chevaliers pour combattre Alexandrie et le 27 octobre, il est présent près de Saluggia pour la signature d'un pacte avec la commune de Vercelli.
En 1202, il se marie avec Berthe de Clavesane (1180-1224), fille de Boniface, marquis de Clavesane et aura, avec elle, trois enfants :
- Boniface (1203-1253) qui lui succède ;
- Béatrix (1210-1274) qui épouse Guigues VI de Viennois (né André de Bourgogne) ;
- Alix ( † 1232) qui épouse Henri Ier le Gros, roi de Chypre.

### GuillaumeVImarquis de Montferrat
Son père Boniface, parti pour la croisade, restant fidèle aux promesses faites aux communes d'Asti et d'Alexandrie, nomme son fils marquis de Montferrat.
Rapidement Guillaume doit porter son attention sur Asti, protégée par les Milanais, qui devient de plus en plus puissante et avec qui il a, à plusieurs reprises, des affrontements violents. En août 1203, encore au nom de son père, Guillaume se met d'accord avec les communes d'Alba et Alexandrie contre Asti. En raison du peu de persévérance de ses alliés et des cessions faites par Guillaume, il doit reconnaître sa défaite en avril 1206 : le traité de paix n'est cependant pas trop contraignant bien que, le marquisat, après tant d'années de guerre, apparaît, comme l'écrit Ogerio Alfieri, « grevé par la guerre et incapable de la soutenir ».
Concernant le traité, qui est aussi accepté par les alliés, Guillaume  s'engage à le faire ratifier par Boniface, mais celui-ci meurt sans rien en savoir. Lorsque Boniface s'éteint, la succession au  trône de Thessalonique revient au demi-frère de Guillaume, Démétrios.

### GuillaumeVIcontre l'Empire
Par tradition, les Alérame appartiennent  à la faction gibeline, soutenant le parti Hohenstaufen  (Conrad est même apparenté à Frédéric Barberousse), cependant, Guillaume VI se rapproche de l'opposant guelfe, Otton IV du Saint-Empire. Malgré l'alliance et les campagnes militaires qui s'annoncent, Guillaume est déçu par son protecteur. Alors que Guillaume s'attend à bénéficier de la puissance de l'empereur contre ses ennemis, la seule aide qu'il reçoit d'Otton est dirigée contre les petites puissances locales qui ne constituent pas une menace réelle. Le seul grand succès de l'alliance est la mise à sac de Coni.

### Guillaume s'associe aux Hohenstaufen
Il est dans le parti d'Otton à la diète de  Lodi avant de le quitter au profit de Frédéric II. Le 14 juillet 1212, avec d'autres représentants du parti Hohenstaufen, il reçoit  à Gênes avec tous les honneurs Frédéric. De là, le guidant sur ses terres, il le conduit sur la route pour l'Allemagne.
Participant au concile du Latran de 1215, il soutient la cause de Frédéric contre Otton IV. Il est plusieurs fois appelé en Allemagne à la demande de Frédéric et pendant ses absences, ses ennemis envisagent, sans résultats, de prendre possession des terres de Montferrat. Les évènements de ces années le voient plus fois impliqués dans de longues luttes contre Asti et Alexandrie sans jamais obtenir de grands résultats mais son désir de venger son père et de se lancer dans une croisade s'accroissent. L'empereur Frédéric II le récompense en lui conférant le vicariat du Royaume d'Arles en 1220, titre qu'il conservera jusqu'à sa mort mais dont l'utilité effective était nulle.

### Guillaume et l'Orient
Prenant à cœur de venger son père, Guillaume (incité aussi par ses ménestrels et en particulier par Elia Carel) décide de partir pour l'Orient bien conscient du manque d'aide qu'on peut lui apporter. Le pape Honorius III le convainc de commander l'expédition contre l'Égypte, mais la venue en Italie de Démétrios de Thessalonique lui fait changer l'objectif de sa mission et l'incite à se rendre dans la cité grecque.
Se déclarant plusieurs fois prêt à partir, il doit repousser son départ en raison de la menace de ses ennemis dans le  Piémont et des difficultés économiques qui l'obligent à gager le marquisat auprès de l'empereur Frédéric II (traité de prêt de Catane de 1224): il réussit finalement à convaincre quelques cités de fournir des hommes pour la croisade.
En février 1223 on le trouve aux côtés de Frédéric II à Capua, Ferentino et Sora; l'expédition en Orient est retardée au moins jusqu'en  1225, quand il se décide à partir depuis Brindisi. Au moment de lever les amarres, il se sent mal et le départ est repoussé jusqu'au printemps 1226. Quand enfin, sous la pression de Honorius III, l'armée se met en marche, les continuels retards et la désorganisation provoquent l'échec de l'entreprise. Guillaume VI meurt vers le  17 septembre à proximité du port grec d'Halmiros. L'armée est touchée par la dysenterie et se dissout.